# Mercedes-Benz C292
La Mercedes-Benz C292 è la prima generazione della Mercedes-Benz GLE Coupé, un'autovettura crossover SUV di lusso prodotta dal 2015 al 2019 dalla casa automobilistica tedesca Mercedes-Benz come alternativa alla Classe GLE.

## Storia e profilo

### Debutto
Fu già dal lancio della terza generazione della Classe M, ossia la W166, che la Casa di Stoccarda annunciò di voler derivare dal grosso SUV anche una versione con caratteristiche da coupé in modo da fronteggiare il praticamente assoluto monopolio, in quel particolare segmento, della BMW X6, a sua volta versione "simil-coupé" della X5, rivale di riferimento della Classe M. Per quel primo annuncio fu ipotizzata per il nuovo modello la sigla MLC, che però in seguito non sarebbe stata confermata.
Un primo assaggio di quella che sarebbe stata la vettura definitiva si ebbe al Salone di Pechino del 2014, quando fu presentata la Concept Coupé SUV, appunto una concept car che prefigurò le linee del futuro modello di serie. Nei mesi successivi fu annunciata la sigla della nuova vettura, ossia GLE Coupé, il che fece presagire ad un cambio di denominazione anche per la Classe M W166, ormai in produzione da alcuni anni e prossima al restyling di mezza età. E così fu: mentre al Salone di Detroit, nel gennaio 2015, si ebbe il debutto della GLE Coupé definitiva, al Salone di New York nella primavera dello stesso anno si ebbe il lancio della W166 ristilizzata, che per l'occasione cambiò denominazione in Classe GLE, uniformandosi quindi non solo alla denominazione del modello crossover-coupé da essa derivato, ma anche alla nuova politica di denominazione di SUV e affini di casa Mercedes-Benz, per i quali fu prevista la sigla GL seguita dalla lettera relativa al modello di vettura classica da cui si sarebbe ripreso il pianale. Unica eccezione, almeno per il momento fu la contemporanea Classe GL, comunque derivata dalla W166.
Anche in Europa fu la GLE Coupé a debuttare per prima: fu infatti presentata a Ginevra, mentre la GLE classica, direttamente derivata dal restyling della Classe M, comparve nello stesso periodo nei siti della Casa madre, con tanto di dati tecnici e prezzi, ma senza figurare subito nei listini delle riviste specializzate. Il suo lancio è stato fissato infatti per la fine dell'estate del 2015. 

#### Design esterno ed interno
Esternamente la GLE Coupé non faceva nulla per dissimulare le sue intenzioni commerciali, ossia dare filo da torcere alla rivale X6, quest'ultima giunta l'anno precedente alla sua seconda generazione. Il corpo vettura della GLE Coupé era più largo, più lungo e più basso rispetto alla W166, quindi d'intonazione più sportiva. La parte posteriore era quella maggiormente caratterizzante, e non solo per la maggior profilatura del padiglione, ma anche per il differente disegno dei gruppi ottici, più sottili e stilisticamente più affini a quelli della sportiva AMG GT. Presente anche un piccolo ma evidente spoiler alla base del lunotto.
Novità anche nell'abitacolo, dove il precedente volante a quattro razze lasciò il posto ad un volante a tre razze dal disegno più sportivo, mentre vennero ridisegnate le bocchette di aerazione centrali, ora più tondeggianti negli spigoli e sporgenti sopra la linea superiore della plancia, così come sporgente è anche lo schermo centrale, al contrario di quanto accadeva prima del restyling, dove questi elementi rimanevano incassati all'interno del corpo della console. Quest'ultima, assieme al cruscotto, fu aggiornata nella grafica in modo da risultare più moderna alla vista.  

#### Struttura, meccanica e motori

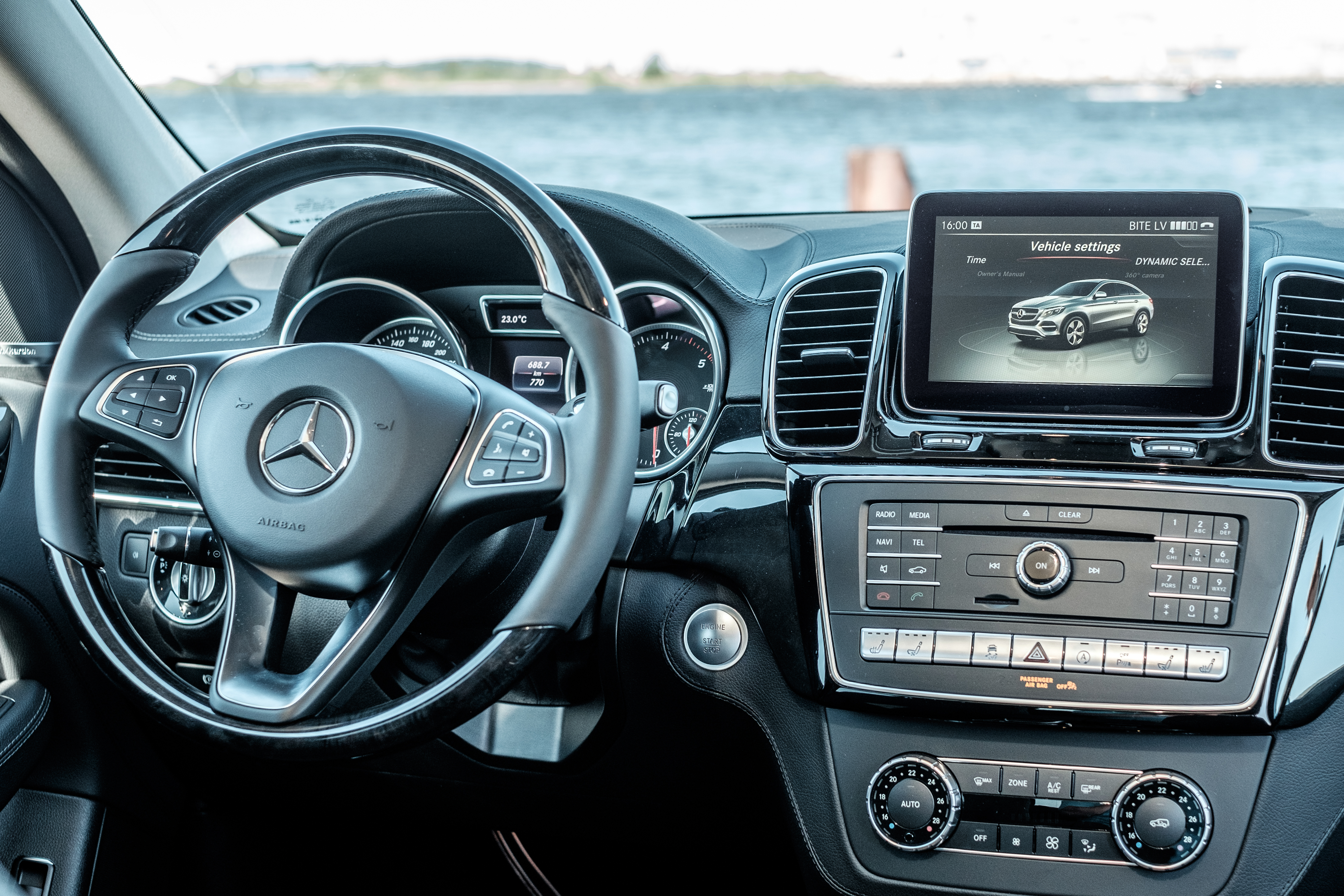
Il posto guida di una GLE Coupé della serie C292

In generale, venne ripresa la struttura della W166 pre-restyling, con abitacolo indeformabile antintrusione. Analoga anche la base meccanica, che prevedeva un avantreno a doppi bracci trasversali ed un retrotreno di tipo multilink. L'impianto frenante prevedeva ovviamente freni a disco sulle quattro ruote, ma di tipo differente a seconda delle motorizzazioni: nelle motorizzazioni a gasolio previste al debutto erano stati montati quattro dischi pieni, mentre per le motorizzazioni benzina a 6 cilindri la scelta cadde su quattro dischi autoventilanti e per le versioni AMG con V8 da 5.5 litri furono previsti quattro dischi autoventilanti e forati.
Andando un po' più nel dettaglio, queste sono state le motorizzazioni previste per la gamma GLE al momento del debutto:
- GLE 400: motore V6 della famiglia M276, con cilindrata di 2996 cm3, sovralimentazione mediante turbocompressore e potenza massima di 333 CV;
- GLE 450 AMG: previsto unicamente per la GLE Coupé è lo stesso motore del modello precedente, ma con potenza salita a 367 CV;
- GLE 63 AMG: motore V8 da 5461 cm3 con doppia sovralimentazione e potenza massima di 557 CV;
- GLE 63 AMG S: stesso motore del modello precedente, ma con potenza portata a 585 CV;
- GLE 350d: motore V6 turbodiesel common rail da 2987 cm3 con potenza massima di 258 CV.

Due le varianti di trasmissione: le due versioni AMG con motore V8 erano abbinate ad un cambio automatico sequenziale a 7 rapporti, mentre le altre versioni montavano un automatico sequenziale a 9 rapporti. 

### Evoluzione
All'inizio del 2016, la gamma si ampliò con l'arrivo della GLE 500 Coupé, anch'essa a trazione integrale, come sarà anche in futuro per l'intera gamma della serie C292, ed equipaggiata con un motore V8 biturbo da 4.7 litri in grado di erogare una potenza massima di 455 CV. Durante l'estate dello stesso anno, la GLE 450 AMG Coupé venne ribattezzata GLE 43 AMG Coupé ma rimane equipaggiata con lo stesso propulsore da 367 CV, che un anno dopo verrà portato fino a 390 CV. Sono stati gli ultimi aggiornamenti per la gamma C292, che è rimasta immutata fino alla fine del 2019, quando viene tolta di produzione. Già nel mese di settembre dello stesso anno era stata presentata la nuova generazione, siglata C167 e che le cui prime consegne non sarebbero avvenute che nel mese di marzo dell'anno seguente.

### Riepilogo caratteristiche
Di seguito vengono mostrate le caratteristiche delle tre versioni previste per la gamma W166:
| Modello                   | Sigla modello      | Motore             | Cilindrata cm³     | Potenza CV/rpm     | Coppia Nm/rpm      | Cambio                    | Massa a vuoto (kg) | Velocità max       | Acceler. 0–100 km/h | Consumo (l/100 km) | Emissioni CO2 (g/km) | Commercia- lizzazione |
| Versioni a benzina        | Versioni a benzina | Versioni a benzina | Versioni a benzina | Versioni a benzina | Versioni a benzina | Versioni a benzina        | Versioni a benzina | Versioni a benzina | Versioni a benzina  | Versioni a benzina | Versioni a benzina   | Versioni a benzina    |
| ------------------------- | ------------------ | ------------------ | ------------------ | ------------------ | ------------------ | ------------------------- | ------------------ | ------------------ | ------------------- | ------------------ | -------------------- | --------------------- |
| GLE 400 Coupé 4Matic      | 292.356            | M276DE30AL         | 2996               | 333/ 5250-6000     | 480/ 1600-4000     | Automatico 9 rapporti     | 2.105              | 247                | 6"3                 | 8.7                | 199                  | 07/2015-11/2019       |
| GLE 450 AMG Coupé 4Matic  | 292.364            | M276DE30AL         | 2996               | 367/ 5500-6000     | 520/ 1800-4000     | Automatico 9 rapporti     | 2.145              | 248                | 5"8                 | 9                  | 209                  | 07/2015-07/2016       |
| GLE 43 AMG 4Matic         | 292.364            | M276DE30AL         | 2996               | 367/ 5500-6000     | 520/ 1800-4000     | Automatico 9 rapporti     | 2.145              | 250                | 5"7                 | 9                  | 209                  | 07/2016-07/2017       |
| GLE 43 AMG 4Matic         | 292.364            | M276DE30AL         | 2996               | 390/6100           | 520/ 2500-5000     | Automatico a 7 rapporti   | 2.145              | 250                | 5"7                 | 9,4                | 205                  | 07/2017-11/2019       |
| GLE 500 Coupé 4Matic      | 292.373            | M278DE46AL         | 4663               | 455/ 5250-5500     | 700/ 1800-4000     | Automatico 9 rapporti     | 2.195              | 250                | 4"9                 | 11.5               | 254                  | 01/2016-05/2018       |
| GLE 63 AMG Coupé 4Matic   | 292.374            | M157DE55AL         | 5461               | 557/5750           | 700/ 1750-5500     | Automatico AMG 7 rapporti | 2.275              | 250                | 4"3                 | 11.9               | 278                  | 07/2015-11/2019       |
| GLE 63 AMG S Coupé 4Matic | 292.375            | M157DE55AL         | 5461               | 585/5500           | 760/ 1750-5250     | Automatico AMG 7 rapporti | 2.275              | 300                | 4"2                 | 11.9               | 278                  | 07/2015-11/2019       |
| Versioni a gasolio        |                    |                    |                    |                    |                    |                           |                    |                    |                     |                    |                      |                       |
| GLE 350d Coupé 4Matic     | 292.324            | OM642LSDE30AL      | 2987               | 258/3400           | 620/1600           | Automatico 9 rapporti     | 2.175              | 226                | 7"3                 | 6.9                | 180                  | 07/2015-11/2019       |